# Tauró llimona
El tauró llimona (Negaprion brevirostris) és una espècie de peix cartilaginós carcariniforme de la família dels carcarínids, cepat i potent, que rep el nom a causa del seu color grogós. Poden assolir els 3 metres de llargada. Sovint es troben en aigües superficials subtropicals i se sap que tornen a vivers específics per reproduir-se. Generalment depredadors nocturns, aquests taurons fan servir electroreceptors per trobar la seva font principal de menjar, peixos. Els taurons llimona utilitzen els beneficis de viure en grup com ara una comunicació enfortida, festeig, comportament depredador i protecció. Aquesta espècie de tauró és vivípara, i les femelles són poliàndriques i tenen un cicle reproductiu biennal. Els taurons llimona no es consideren un perill important per als humans.